# Averrhoa
Averrhoa is een geslacht van bomen in de klaverzuringfamilie (Oxalidaceae), dat is genoemd naar Averroes. Het geslacht bestaat uit enkele soorten, waaronder de carambola (Averrhoa carambola) of stervrucht en de blimbing (Averrhoa bilimbi). Deze beide soorten worden gekweekt voor hun eetbare vruchten. De soorten komen voor van Vietnam tot in Nieuw-Guinea.
Door Linnaeus werd ook de grosella (Phyllantus acidus) als Averrhoa acida tot dit geslacht gerekend.

## Soorten
- Averrhoa bilimbi L.
- Averrhoa carambola L.
- Averrhoa dolichocarpa Rugayah & Sunarti
- Averrhoa leucopetala Rugayah & Sunarti
- Averrhoa microphylla Tardieu

## Afbeeldingen

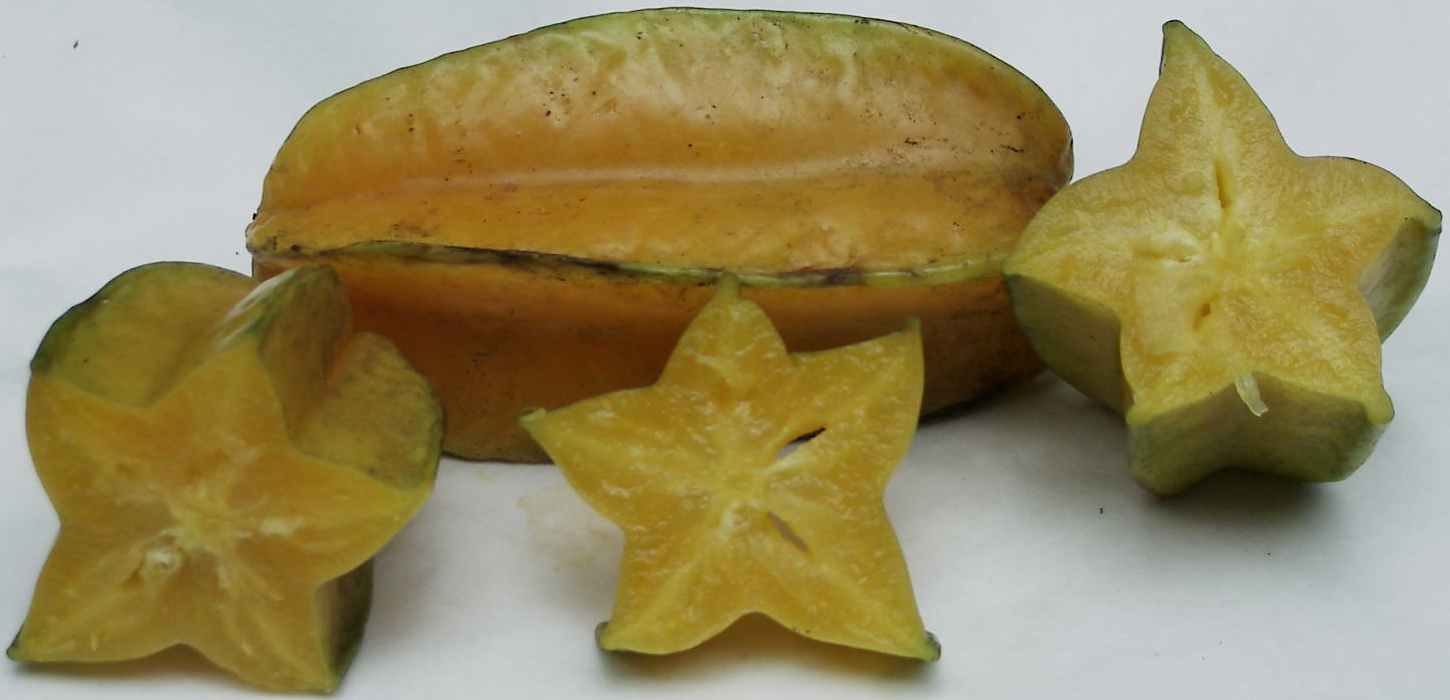
Carambola, blimbing manis
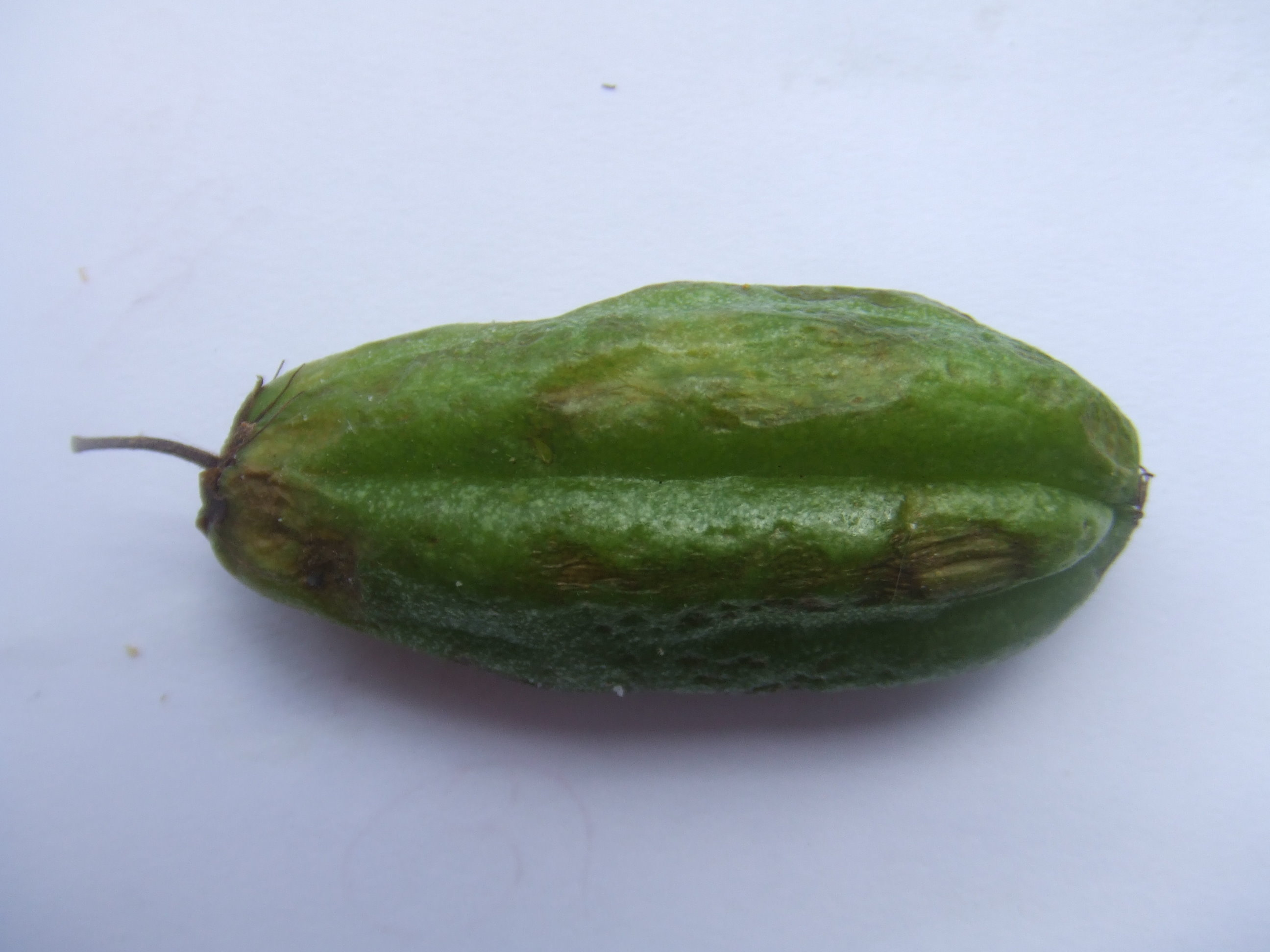
Bilimbing asem